# FMオープンテラス Cafe Marble
『FMオープンテラス Cafe Marble』（エフエムオープンテラス カフェマーブル）は、2005年4月から2006年3月までエフエム青森で放送されていた昼の生ワイド番組である。放送時間は毎週月曜 - 木曜 11:30 - 12:45 （日本標準時）。

## 概要
2005年3月までこの時間帯では、11:30から地域密着型の情報番組『boom! boom! site』が、12:00からリクエスト中心の音楽番組『Daydream Studio』が放送されていたが、それらを統合する形で本番組がスタートした。並行して、『Start Up Today』の終了に伴う朝のワイド番組廃止と夕方のワイド番組リニューアルも行われた。
番組は、青森県内各地からの生中継や公開生放送を実施していた。金曜日には12:00 - 12:50にDate fmの『ザ・ラジオ〜心のコミュニケーションを大切に〜』が放送されていたので本番組の放送は無かったが、代わりに11:30 - 11:55に25分バージョンの『FMオープンテラス Mini Marble』（エフエムオープンテラス ミニマーブル）が放送されていた。
番組の終了後、この時間帯はJFN系番組『Switch!』のネット受け枠に切り替えられた。これにより、平日の自社製作ワイド番組は夕方に放送の『IT'S MY RADIO!』のみとなった。

## 出演者

### パーソナリティ
- 今道隆（月曜・火曜）
- 須藤正大（水曜）
- 吹谷しのぶ（木曜）

### リポーター
- 對馬海香（月曜・水曜・木曜）
- 須藤正大（火曜）

## スタッフ
- マネージャー：平山早苗[2][3]
- テーマ作曲：廣木光一[4]